# The Fame Monster
The Fame Monster er Lady GaGa's tredje ep. Den blev udsendt i november 2009.

## Numre
1. "Bad Romance" – 5:00 (Lady Gaga, RedOne)
2. "Alejandro" – 4:35 (Lady Gaga, RedOne)
3. "Monster" – 4:10 (Lady Gaga, RedOne, Space Cowboy)
4. "Speechless" – 4:30 (Lady Gaga)
5. "Dance In The Dark" – 4:50 (Lady Gaga, Fernando Garibay)
6. "Telephone "(feat. Beyoncé Knowles) – 3:40 (Lady Gaga, Darkchild, LaShawn Daniels, Lazonate Franklin, Beyoncé)
7. "So Happy I Could Die" – 3:55 (Lady Gaga, RedOne, Space Cowboy)
8. "Teeth" – 3:40 (Lady Gaga, Teddy Riley)